# El Chipé
Juan Vicente Fernández (Alhama de Murcia, 1901 - Cartagena, 19 de julio de 1936), más conocido como El Chipé, fue un delincuente español, famoso en Cartagena por las circunstancias que rodearon su muerte.

## Biografía

### Origen
Juan, nacido en 1901 y no en 1903 como informarían los periódicos tras su muerte, era el cuarto hijo de José Vicente Vargas, gitano natural de Alhama de Murcia. Su familia se trasladó a Cartagena, conociéndose que para 1918 tenían una casa en la plaza de los Carros —actual plaza de Alcolea—, lugar de parada de arrieros y de mercado de animales, en el que se dedicaban al esquilado y la venta de ganado.
El alias Chipé tiene su origen en la palabra «chipén» del idioma caló, que significa «verdad» y en este caso era utilizada la acepción «bien hecho». José Vicente, cuando terminaba de esquilar un animal, solía decir «me ha quedao chipé», de modo que él y por extensión su familia pasaron a ser conocidos por esa palabra.

### Vida delictiva
La primera muerte atribuida al Chipé fue la de su cuñado Antonio Vargas el Lili, casado con su hermana Dolores. En 1918 ésta, cansada de sus malos tratos, se refugió en casa de sus padres. Allí se dirigen Antonio y su padre José Vargas Castro, pero al no poder entrar en la vivienda, se marchan y es entonces cuando se encuentran con los hermanos Sebastián y Juan Fernández. Se produce una acalorada discusión en la que acaban apareciendo armas. Antonio y Sebastián sacan pistolas y las disparan sin acierto, mientras que Juan asesta al primero tres puñaladas en el pecho, que le ocasionan la muerte. Otros miembros de la familia Fernández resultaron heridos leves. Tras ser atendidos y habiéndoseles tomado declaración, son encarcelados.

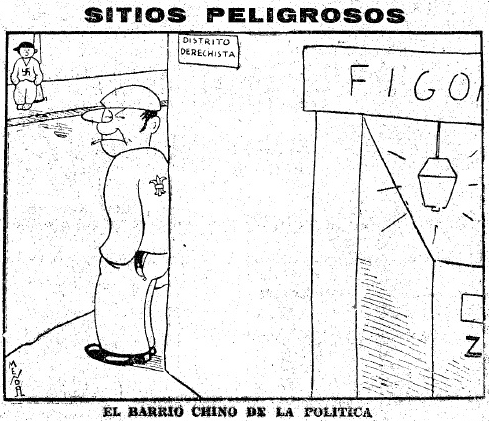
Viñeta humorística de El Liberal de Murcia (21 de abril de 1936), en la que se muestra a dos criminales portando insignias monárquicas y fascistas en un denominado «distrito derechista», en lo que el historiador Egea Bruno (2013) señala como una sátira del reclutamiento de delincuentes comunes por parte de personalidades de la derecha como matones al servicio de sus intereses políticos.
En la Región de Murcia, el término «barrio chino» hacía referencia al Molinete, barrio marginal en el que delincuentes como El Chipé disfrutaron de la protección de las élites conservadoras a cambio de su intimidación y agresión contra militantes izquierdistas.

Más tarde, en la noche del 19 de septiembre de 1920, El Chipé se encontraba en una taberna del barrio de San Antonio Abad con tres amigos. Bajo los efectos del alcohol surgió una disputa sobre quien debía pagar la ronda que estaban tomando, y cuando comenzó la trifulca, Juan sacó su pistola y disparó a dos de sus acompañantes en la boca a uno, y en el pecho a otro, no pudiendo continuar porque recibió varias puñaladas que le dejaron gravemente herido. A partir de entonces se le prohibió la entrada en el barrio, teniendo que amenazarle el sereno con su chuzo para expulsarlo.
El único oficio del Chipé fue el de estibador en el puerto de Cartagena, o al menos único oficio legal, puesto que también era proxeneta en la zona del Molinete. En una ocasión, Bafalliu, jugador del Cartagena Fútbol Club, consiguió un empleo en el muelle, apareció Juan Vicente y le mandó que dejara el trabajo, por considerar que el capataz se lo había dado a él. El futbolista se negó, y El Chipé hizo amago de sacar su navaja, a lo que Bafalliu respondió propinándole un golpe con una pala. Juan huyó por la calle Gisbert perseguido por el futbolista, que ignoraba quien era.
La tradición oral de Cartagena hizo famoso a este personaje, por su falta de escrúpulos y su historial delictivo, perdido en los archivos policiales a causa de la Guerra Civil. Debido a su historial, combinado con su debilidad física y cobardía, nunca salía desarmado, aunque gozaba de la protección de la derecha local, para la que trabajaba como matón y protegiendo a los que pegaban carteles electorales desde los años 1920 a la época de la Segunda República.

### Muerte
En febrero de 1936, el Frente Popular ganó las elecciones generales de España. Durante la campaña se llevaron a cabo multitud de mítines por parte de las dos grandes coaliciones (Frente Popular y Frente Nacional Contrarrevolucionario). En toda España se vivieron episodios de violencia entre seguidores de ambas formaciones, motivo por el que se contaba con personal de seguridad para proteger los actos políticos. El Chipé formó parte de este, era un matón al servicio de las derechas de la ciudad y destacó negativamente.
El 17 de julio se produjo la sublevación de Melilla de la mano del general Francisco Franco, que se había trasladado de incógnito desde Canarias a Marruecos, iniciando así el golpe de Estado contra el Gobierno de la República. En aquel momento en Cartagena todos se preguntaban el alcance que podían tomar los acontecimientos, si el Gobierno sofocaría la rebelión, o si este se propagaría a la península ibérica, corrían rumores de todo tipo.
A las 12 del mediodía del 19 de julio muchos ciudadanos se agolpaban a las puertas de la Capitanía General pidiendo información. Allí estaba El Chipé, quien al decirle alguien que el golpe estaba triunfando, fue a celebrarlo a un bar. Más tarde, al enterarse de que la sublevación había fracasado y sólo había sido apoyada en África y algunas capitales de provincia, dos militantes de las Juventudes Socialistas Unificadas decidieron ir en busca de Juan Vicente para detenerlo por cómplice del levantamiento y traidor a la República. El Chipé se dio cuenta inmediatamente de sus intenciones y se enfrentó a ellos a puñaladas pero quedó semiinconsciente de un golpe en la cabeza. No tardaron en aparecer dos cabos de la Guardia de Asalto, que lo arrestaron y lo llevaron a comisaría.
Los jóvenes fueron atendidos en el Hospital de la Caridad, y la noticia de lo ocurrido se expandió rápidamente por la ciudad, magnificándose los hechos de tal forma que una multitud se congregó ante la comisaría exigiendo que se les entregara el reo para ser ajusticiado. Los funcionarios se negaron y formaron una comisión que marchó al Ayuntamiento a entrevistarse con el alcalde César Serrano. Este también se negó, y despachó a Manuel Martínez Norte, miembro de la CNT y del comité que se había hecho cargo del Consistorio, con un coche oficial y chófer para trasladar al preso a la cárcel de San Antón.
El vehículo entró en la comisaría por la puerta trasera y montaron al Chipé, pero alguien desde el interior del edificio avisó al gentío, que se movilizó y cortó el paso al coche. Martínez Norte intentó sin éxito avanzar unos metros entre una multitud de unas dos mil personas, pero fue imposible. Con la gente zarandeando y golpeando el vehículo, el cenetista, con la intención de evitar el linchamiento o según otras fuentes por ansias de protagonismo, desenfundó su pistola STAR de calibre 9 mm corto y se dirigió al reo diciendo «Chipé, te voy a hacer un favor». El detenido recibió un disparo en el cráneo que le causó la muerte. Martínez Norte entonces lo expulsó fuera del coche entregando el cadáver a la masa enfervorecida, aprovechando para abandonar el lugar.

### Arrastre del cuerpo por las calles
La mayoría de las personas que formaban el tumulto fue abandonando la calle, pero los más exaltados, un grupo de 300 personas, ataron el cuerpo por la cabeza y lo llevaron a rastras hasta el paseo de los Mártires de la Libertad —actual paseo de Alfonso XIII—, desde donde se dirigieron a la casa del veterinario Ramón Mercader, conocido derechista y protector del Chipé, ya que contrataba a este como conductor de su carruaje y guardaespaldas. Al llegar a la plaza de España, donde estaba el domicilio de Mercader, se detuvieron gritando «Aquí tienes a tu protegido, tu cochero ha sido ajusticiado».
La marcha continuó por la calle del Carmen, Puerta de Murcia, calle Mayor y plaza del Ayuntamiento, en dirección al puerto. Llegados al muelle lanzaron el cuerpo al agua para después seguir arrastrándolo por el paseo del Muelle, para después de dirigirse por la zona de los bares hasta la plaza Puertas de San José, donde finalmente rociaron el cadáver con gasolina e intentaron prenderle fuego, pero no ardió al estar aún húmedo, de forma que lo abandonaron allí.
A la mañana siguiente miembros de la Cruz Roja recogieron al difunto y le dieron sepultura en el cementerio de los Remedios.

## Legado
La muerte y posterior humillación póstuma del Chipé, tan semejante a la que sufrió el capitán general Francisco de Borja y Poyo 128 años antes también en Cartagena, quedó en el recuerdo popular, surgiendo así el dicho «Te has de ver como El Chipé», utilizado para dar a entender al interlocutor el peligro de continuar en su postura errada.

### Citas
1. ↑  Olaya López Munuera (19 de julio de 2022). «Se cumplen 86 años del macabro linchamiento póstumo de 'El Chipé' de Cartagena». La Opinión de Murcia.
2. 1 2  Casado, Antonio; Roig, Ángel. «Enigmas del oscuro caso de "El Chipé" Archivado el 14 de junio de 2013 en Wayback Machine.». Atoja.
3. 1 2 3 4 5 6 7 8  Franco Fernández, 2008, pp. 137–140.
4. ↑  Egea Bruno, 2013, p. 148.